# Лесной дупель
Лесно́й ду́пель (лат. Gallinago megala) — вид птиц из семейства бекасовых.

## Описание
Лесной дупель достигает длины 27—29 см и массы от 82 до 164 г; размах крыльев 38—50 см. Внешне похож на обыкновенного и азиатского бекасов.

## Голос
При токовании пикирует, издавая громкое жужжание перьями хвоста. При выходе из пике издает резкие стрекочущие звуки. Летает кругами, многократно пикируя.

## Распространение
Гнездятся в большей части лесной зоны Сибири и Дальнего Востока. На юго-востоке Западной Сибири очень обычен.

## Образ жизни

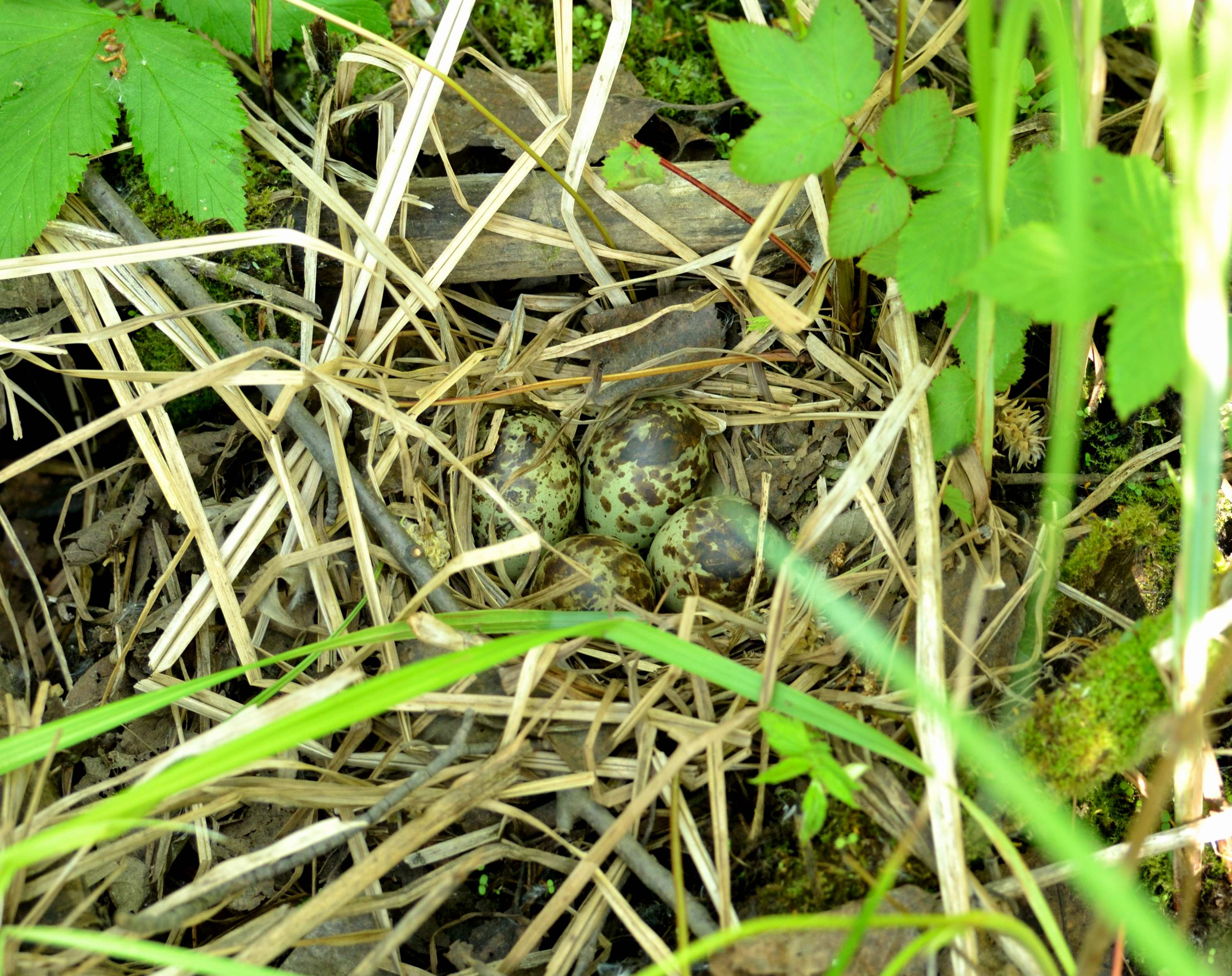
Гнездо лесного дупеля с кладкой

Перелетны. Прилетают в средние широты в конце апреля — начале мая.
Гнездятся в лесной и лесостепной зонах на лугах и сырых поймах, в заболоченных лесах разного типа, речных долинах. Гнездо находится на земле, всегда в сухом месте. Моногамны, насиживает, по-видимому, только самка. В кладке обычно 4 яйца. Развитие идет по выводковому типу: птенцы сразу же после вылупления способны следовать за самкой и отыскивать корм.
На зимовках найдены в Юго-Восточной Азии и Австралии.